# Paula Poundstone
Paula Poundstone (Huntsville, Alabama, 1959. december 29. –) amerikai humorista, színész, szerző és kommentátor.

## Élete
Anyja háziasszony volt, apja pedig mérnök. Születése után egy hónappal a család a massachusettsi Sudbury-be költözött.
1979-ben kezdett stand-upolni. 1984-ben Robin Williams látta őt fellépni, és arra bátorította, hogy költözzön Los Angelesbe. Mikor Williams a Saturday Night Live egyik epizódját vezette, ő us fellépett egy előadással.
A Comedy Central "Minden idők 100 legjobb stand-up humoristája" listáján a 88. helyen áll.
Az 1990-es években nyolc gyerek nevelőnője volt, és örökbefogadott két lányt és egy fiút.
2001 októberében ittas állapotban vezetett egy autót, amelyben gyerekek tartózkodtak. Emiatt, illetve amiatt, hogy egy 14 évnél fiatalabb lánnyal illetlen dolgokat művelt, megbüntették. Hat hónapot töltött elvonón és 200 órányi közösségi szolgálatot kellett teljesítenie.
Aszexuális és ateista.